# Olympische Sommerspiele 1956/Leichtathletik – Diskuswurf (Männer)

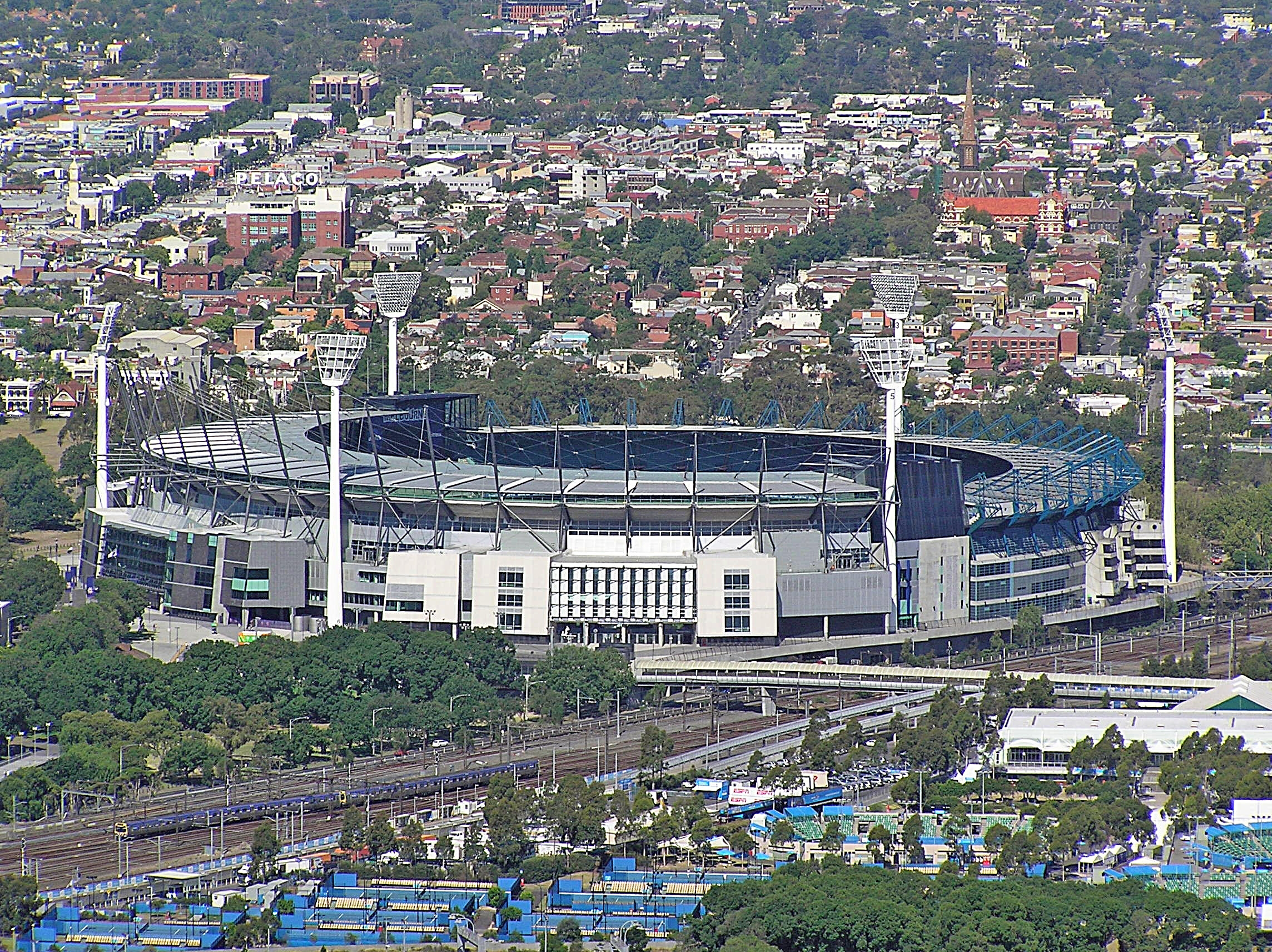
Melbourne Cricket Ground, Olympiastadion (hier im Jahr 2008)

Der Diskuswurf der Männer bei den Olympischen Spielen 1956 in Melbourne wurde am 27. November 1956 im Melbourne Cricket Ground ausgetragen. Zwanzig Athleten nahmen teil. 
In dieser Disziplin gab es einen US-amerikanischen Dreifacherfolg. Al Oerter gewann vor Fortune Gordien und Des Koch.
Athleten aus Deutschland, der Schweiz und Österreich waren nicht am Start.

## Rekorde

### Bestehende Rekorde
| Weltrekord         | 59,28 m | Fortune Gordien ( USA) | Pasadena, USA                | 22. August 1953 |
| Olympischer Rekord | 55,03 m | Sim Iness ( USA)       | Finale OS Helsinki, Finnland | 22. Juli 1952   |

### Rekordverbesserung
Der US-amerikanischen Olympiasieger Al Oerter verbesserte den bestehenden olympischen Rekord im Finale am 27. November um 1,33 m auf 56,36 m. Den Weltrekord verfehlte er um 2,92 m.

## Durchführung des Wettbewerbs
Die Athleten traten am 27. November zu einer Qualifikationsrunde an. Die geforderte Qualifikationsweite betrug 47,00 m. Sie wurde von sechzehn Wettbewerbern – hellblau  unterlegt – übertroffen. Für alle qualifizierten Teilnehmer fand das Finale am Nachmittag desselben Tages statt. Die in der Qualifikationsrunde erzielten Resultate wurden für den weiteren Wettkampfverlauf nicht mitgewertet. Im Finale standen jedem Athleten zunächst drei Versuche zu. Die besten sechs Finalisten konnten dann weitere drei Versuche machen.

## Zeitplan
27. November, 10:00 Uhr: Qualifikation

27. November, 15:25 Uhr: Finale
Anmerkung: Alle Zeiten sind als Ortszeit von Melbourne angegeben. (UTC + 10)

## Legende
Kurze Übersicht zur Bedeutung der Symbolik – so üblicherweise auch in sonstigen Veröffentlichungen verwendet:
| – | verzichtet |
| x | ungültig   |

## Qualifikation
Datum: 27. November 1956, 10:00 Uhr
Mesulame Rakura war der erste Leichtathlet der Fidschi-Inseln, der bei Olympischen Spielen teilnahm.
| Platz | Name                 | Nation                | 1. Versuch | 2. Versuch | 3. Versuch | Resultat |
| ----- | -------------------- | --------------------- | ---------- | ---------- | ---------- | -------- |
| 1     | Al Oerter            | USA                   | 51,90 m    | –          | –          | 51,90 m  |
| 2     | Stephanus du Plessis | Südafrikanische Union | 50,69 m    | –          | –          | 50,69 m  |
| 3     | Adolfo Consolini     | Italien               | 49,93 m    | –          | –          | 49,93 m  |
| 4     | Kim Buchanzow        | Sowjetunion           | 49,65 m    | –          | –          | 49,65 m  |
| 5     | Mark Pharaoh         | Großbritannien        | 48,98 m    | –          | –          | 48,98 m  |
| 6     | Boris Matwejew       | Sowjetunion           | 43,62 m    | 48,97 m    | –          | 48,97 m  |
| 7     | Erik Uddebom         | Schweden              | 48,44 m    | –          | –          | 48,44 m  |
| 8     | Mesulame Rakuro      | Fidschi               | 48,21 m    | –          | –          | 48,21 m  |
| 9     | Oto Grigalka         | Sowjetunion           | 48,11 m    | –          | –          | 48,11 m  |
| 10    | Dako Radošević       | Jugoslawien           | 47,93 m    | –          | –          | 47,93 m  |
| 11    | Günther Kruse        | Argentinien           | 46,28 m    | 48,87 m    | –          | 48,87 m  |
| 12    | Fortune Gordien      | USA                   | 47,67 m    | –          | –          | 47,67 m  |
| 13    | Hernán Haddad        | Chile                 | 47,48 m    | –          | –          | 47,48 m  |
| 14    | Ferenc Klics         | Ungarn                | 47,31 m    | –          | –          | 47,31 m  |
| 15    | Gerry Carr           | Großbritannien        | 47,15 m    | –          | –          | 47,15 m  |
| 16    | Des Koch             | USA                   | 47,14 m    | –          | –          | 47,14 m  |
| 17    | Tadeusz Rut          | Polen                 | 42,69 m    | 46,62 m    | 46,23 m    | 46,62 m  |
| 18    | Pierre Alard         | Frankreich            | 38,24 m    | 46,18 m    | 44,36 m    | 46,18 m  |
| 19    | Muhammad Ayub        | Pakistan              | 40,93 m    | 41,79 m    | 44,88 m    | 44,88 m  |
| 20    | Ves Balodis          | Australien            | 44,24 m    | x          | 42,36 m    | 44,24 m  |
| DNS   | Todor Artarski       | Bulgarien             |            |            |            |          |
| DNS   | Barclay Palmer       | Großbritannien        |            |            |            |          |

## Finale
Datum: 27. November 1956, 15:25 Uhr
| Platz | Name                 | Nation                | 1. Versuch | 2. Versuch | 3. Versuch | 4. Versuch                              | 5. Versuch                              | 6. Versuch                              | Endresultat | Anmerkung |
| ----- | -------------------- | --------------------- | ---------- | ---------- | ---------- | --------------------------------------- | --------------------------------------- | --------------------------------------- | ----------- | --------- |
| 1     | Al Oerter            | USA                   | 56,36 m    | 53,81 m    | 53,22 m    | 55,08 m                                 | 53,28 m                                 | 54,93 m                                 | 56,36 m     | OR        |
| 2     | Fortune Gordien      | USA                   | 54,75 m    | 49,18 m    | 51,40 m    | 53,84 m                                 | 52,75 m                                 | 54,81 m                                 | 54,81 m     |           |
| 3     | Des Koch             | USA                   | 50,53 m    | x          | 53,55 m    | 53,64 m                                 | 54,40 m                                 | 54,03 m                                 | 54,40 m     |           |
| 4     | Mark Pharaoh         | Großbritannien        | 52,52 m    | x          | 52,36 m    | 49,85 m                                 | 54,27 m                                 | 53,16 m                                 | 54,27 m     |           |
| 5     | Oto Grigalka         | Sowjetunion           | 51,25 m    | 50,09 m    | 52,37 m    | 49,44 m                                 | x                                       | 50,13 m                                 | 52,37 m     |           |
| 6     | Adolfo Consolini     | Italien               | 51,92 m    | 52,21 m    | 52,13 m    | x                                       | 51,29 m                                 | 52,01 m                                 | 52,21 m     |           |
|       |                      |                       |            |            |            |                                         |                                         |                                         |             |           |
| 7     | Ferenc Klics         | Ungarn                | 51,75 m    | 51,82 m    | 51,61 m    | nicht im Finale der besten sechs Werfer | nicht im Finale der besten sechs Werfer | nicht im Finale der besten sechs Werfer | 51,82 m     |           |
| 8     | Dako Radošević       | Jugoslawien           | 50,99 m    | 51,26 m    | 51,69 m    | nicht im Finale der besten sechs Werfer | nicht im Finale der besten sechs Werfer | nicht im Finale der besten sechs Werfer | 51,69 m     |           |
| 9     | Boris Matwejew       | Sowjetunion           | 50,59 m    | 49,63 m    | 51,38 m    | nicht im Finale der besten sechs Werfer | nicht im Finale der besten sechs Werfer | nicht im Finale der besten sechs Werfer | 51,38 m     |           |
| 10    | Gerry Carr           | Großbritannien        | 48,03 m    | 50,72 m    | 48,98 m    | nicht im Finale der besten sechs Werfer | nicht im Finale der besten sechs Werfer | nicht im Finale der besten sechs Werfer | 50,72 m     |           |
| 11    | Günther Kruse        | Argentinien           | 49,12 m    | 45,92 m    | 49,98 m    | nicht im Finale der besten sechs Werfer | nicht im Finale der besten sechs Werfer | nicht im Finale der besten sechs Werfer | 49,98 m     |           |
| 12    | Kim Buchanzow        | Sowjetunion           | 48,58 m    | 47,75 m    | 46,86 m    | nicht im Finale der besten sechs Werfer | nicht im Finale der besten sechs Werfer | nicht im Finale der besten sechs Werfer | 48,58 m     |           |
| 13    | Stephanus du Plessis | Südafrikanische Union | 48,49 m    | 46,23 m    | 43,31 m    | nicht im Finale der besten sechs Werfer | nicht im Finale der besten sechs Werfer | nicht im Finale der besten sechs Werfer | 48,49 m     |           |
| 14    | Erik Uddebom         | Schweden              | 48,28 m    | 47,89 m    | 44,72 m    | nicht im Finale der besten sechs Werfer | nicht im Finale der besten sechs Werfer | nicht im Finale der besten sechs Werfer | 48,28 m     |           |
| 15    | Mesulame Rakuro      | Fidschi               | 46,45 m    | 47,24 m    | 44,60 m    | nicht im Finale der besten sechs Werfer | nicht im Finale der besten sechs Werfer | nicht im Finale der besten sechs Werfer | 47,24 m     |           |
| 16    | Hernán Haddad        | Chile                 | x          | 46,00 m    | x          | nicht im Finale der besten sechs Werfer | nicht im Finale der besten sechs Werfer | nicht im Finale der besten sechs Werfer | 46,00 m     |           |

Weltrekordler Fortune Gordien, der unter anderem die US-Olympiaausscheidungen gewonnen hatte, galt als eindeutiger Favorit für diesen Wettbewerb. Medaillenchancen wurden auch dem Sieger von 1948 und dreimaligen Europameister (1946/1950/1954) Adolfo Consolini aus Italien eingeräumt. Der bislang kaum bekannte Al Oerter hatte im Vorfeld mittelmäßige Leistungen gezeigt und schien weit entfernt vom Leistungsniveau der Weltspitze.
Doch gleich in seinem ersten Versuch gelangen diesem Außenseiter 56,36 m, was eine neue persönliche Bestleistung und gleichzeitig auch neuen Olympiarekord bedeutete. Gordien mühte sich vergeblich, Oerters Weite noch zu übertreffen. Am Ende musste er sich mit Silber begnügen, sein Landsmann Des Koch gewann Bronze vor dem Briten Mark Pharaoh und dem sowjetischen Werfer Oto Grigalka. "Altmeister" Consolini erreichte Platz sechs.
Im dreizehnten olympischen Diskuswurf-Finale warf Alfred Oerter den Diskus zum neunten US-Sieg.

## Videolinks
- Al Oerter -- Lancer du disque -- Melbourne 1956, youtube.com, abgerufen am 6. Oktober 2017
- Melbourne 1956 Official Olympic Film - Part 2 | Olympic History, Bereich: 12:26 min bis 13:56 min, youtube.com, abgerufen am 17. August 2021